# Liste der Kulturdenkmäler in Hüttingen bei Lahr
In der Liste der Kulturdenkmäler in Hüttingen bei Lahr sind alle Kulturdenkmäler der rheinland-pfälzischen Ortsgemeinde Hüttingen bei Lahr aufgeführt. Grundlage ist die Denkmalliste des Landes Rheinland-Pfalz (Stand: 27. Juni 2022).

## Einzeldenkmäler
| Bezeichnung                           | Lage                  | Baujahr         | Beschreibung | Bild                           |
| ------------------------------------- | --------------------- | --------------- | --- | ------------------------------ |
| Katholische Filialkirche St. Antonius | Antoniusstraße 1 Lage | 1900            | leicht historisierender Saalbau, bezeichnet 1900, Architekt Knepper, Diekirch (Luxemburg); mit Ausstattung        | weitere Bilder Fotos hochladen |
| Hofanlage                             | Antoniusstraße 6 Lage | 19. Jahrhundert | repräsentative dreiflügelige Hofanlage, 19. Jahrhundert; Wohnhaus mit Backhaus und Altenteil, bezeichnet 1838     | BW                             |
| Wohnhaus                              | Talstraße 14 Lage     | um 1840/50      | stattliches Wohnhaus mit fünfachsigem Wohnteil, um 1840/50, zweiachsiges Backhaus mit Altenteil wohl wenig jünger | BW                             |